# Xanthorhoe percrassata
Xanthorhoe percrassata là một loài bướm đêm trong họ Geometridae.